# Yard

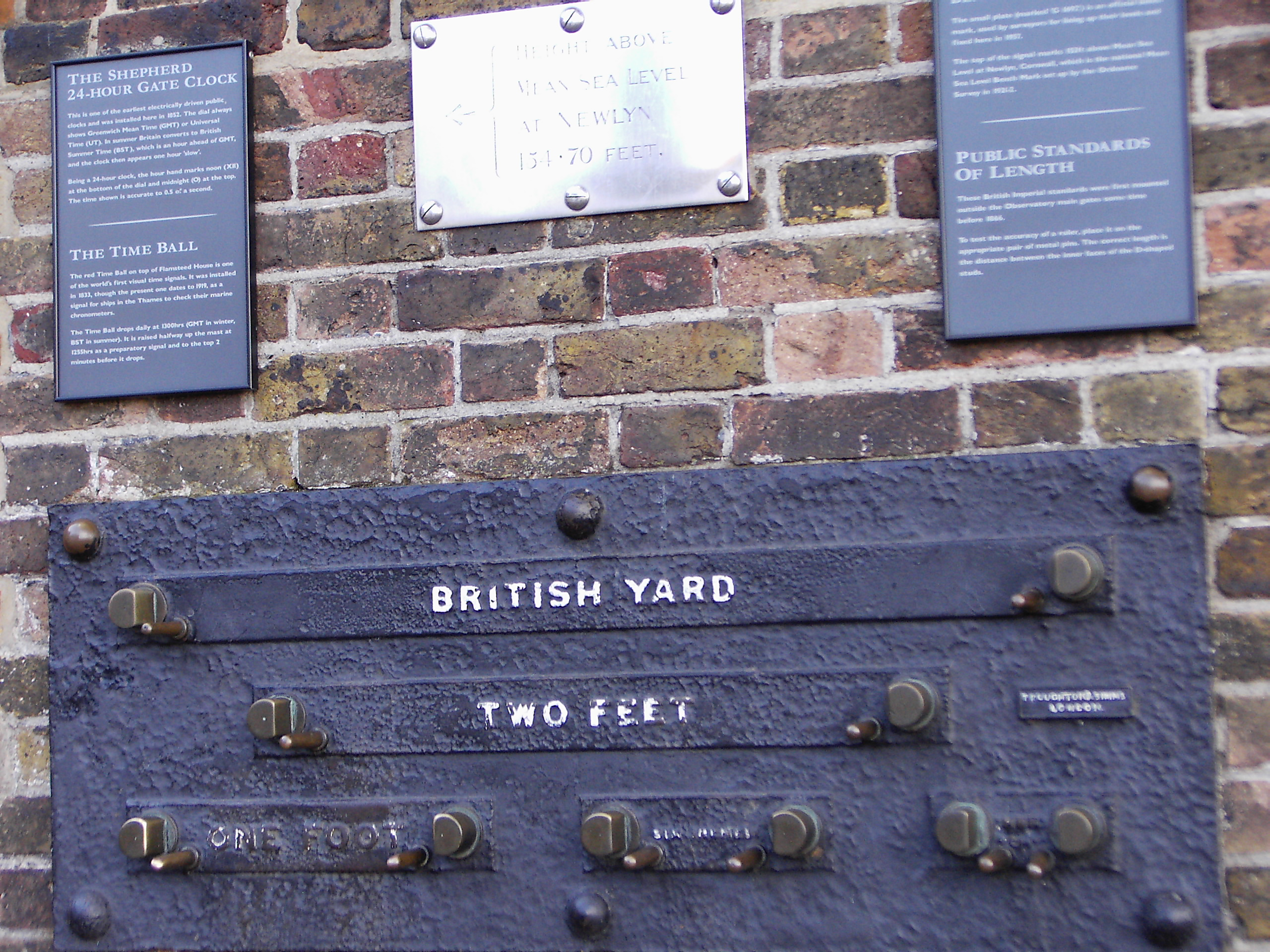
Standardmått på väggen av Royal Observatory (Greenwich) i London: 1 British yard (3 feet), 2 feet, 1 foot, 6 inches (1/2 foot) och 3 inches. Mellanrummet mellan märkenas insidor är exakt vid en temparatur på 60 °F och om man placerar en stav av korrekt längd på piggarna ska den precis passa in mellan märkena.

En yard är en anglosaxisk längdenhet, numera motsvarande exakt 0,9144 meter. Den består av tre engelska fot.
Ordet yard betydde ursprungligen "spö" och "måttsticka". Det motsvaras av tyska Gerte, "spö", och svenska gadd. Det har däremot inget samband med ordet yard, "tomt", "inhägnat område", som är ett lån under vikingatiden av det danska ordet gård.
En vanlig uppgift är att kung Henrik I (1100-1135) bestämde att en yard skulle motsvara avståndet från hans nästipp till tummen på hans utsträckta hand. Grunden för detta är att historikern William av Malmesbury 1125 skrev i sin "De engelska kungarnas historia" att Henrik hade beslutat att längden på hans arm skulle användas i hela riket i stället för "handlarnas falska aln". Det har till detta anmärkts att William talar om alnen och inte nämner ordet yard, att en aln vanligen betecknar avståndet från armbågen till långfingerspetsen (cirka 45 cm), att nästippen och tumspetsen nämns först flera århundraden senare samt att även med den preciseringen blir längden knappast 90 cm.
Av dokument från andra hälften av 1200-talet framgår att det fanns en yardstång av järn, som tillverkats på kunglig befallning, och att denna var indelad i tre fot varav en var ytterligare indelad i 12 tum. Sedan dess har sådana metallstänger tillverkats i Storbritannien och förvarats som rikslikare; senast skedde det 1855, då 40 metallstavar tillverkades varav en blev "The Imperial Standard Yard". Den förvaras i Towern i London. Av de övriga skickades exemplar även till USA och vissa andra stater. Imperieyarden har uppmätts till 0,914 383 47 meter.
I USA omdefinierades de traditionella enheterna 1893 enligt metersystemet. Den amerikanska yarden fastställdes som 3 600/3 937 meter, vilket ger 0,914 401 83 meter.
Dessa två definitioner skilde sig "mindre än en hårsmån" från varandra, eller knappt två hundradels millimeter, närmare bestämt 0,018 36 mm. Endast vid vetenskapligt arbete med högsta möjliga noggrannhet behövde man ta hänsyn till skillnaden. Vid arbete med teknisk noggrannhet kunde skillnaden i praktiken försummas. 1959 överenskom ändå Storbritannien, Sydafrika, Kanada, Australien, Nya Zeeland och USA att antaga en gemensam yard, "The International Yard", om exakt 0,9144 meter. Fördraget ratificerades av Storbritannien 1963. 
Den brittiska imperieyarden fick det nya namnet "The United Kingdom Primary Standard Yard", och den är fortfarande officiell rikslikare i landet.